# Васецкий, Сильвестр Данилович
Сильвестр Данилович Васецкий (1863 — ?) — казак, член Государственной думы II созыва от Полтавской губернии.

## Биография
Православный. По национальности украинец («малоросс»), казак. Имел лишь начальное образование. Стал членом «Союза 17 октября». Занимался земледелием на собственных землях площадью 923 десятины.
11 февраля 1907 года избран членом Государственной думы II созыва от общего состава выборщиков Полтавского губернского избирательного собрания. Вошёл в состав фракции «Союза 17 октября». Вошёл в думскую комиссию о местном суде.
Дальнейшая судьба и дата смерти неизвестны.

### Рекомендуемые источники
- Российский государственный исторический архив. Фонд 1278. Опись 1 (2-й созыв). Дело 66; Дело 596. Лист 17.